# Brigg (hajó)

A Lady Washington brigg Kalifornia déli partjainál 2005-ben

A hajózásban a brigg kétárbócos, keresztvitorlázatú, 200-500 tonna vízkiszorítású hadi v. kereskedelmi hajó. A briggeknek két teljesen felszerelt árbóca van: árbóctörzzsel, derék- és sudárszárral, valamint azokon négy vitorlafával. Az első árbóc megnevezése előárbóc, a másodiké főárbóc. A briggeket általában 8-20 ágyúval szerelték fel.
A vitorlás hajók fénykorában a brigg vitorlázattal felszerelt hajók gyorsan és könnyen manőverezhetők voltak, egyaránt használták hadi és kereskedelmi hajózásban. Különösen népszerűek voltak a 18. és 19. században. A 19. századig közepéig építettek briggeket a világ haditengerészetei, azonban a gőzhajók előretörésével az aktív szolgálatból kiszorultak, az utolsókat általában kiképzési célra használták.
Az angol nyelvben a brig kifejezés egyaránt utal erre a hajótípusra, illetve a hajók fedélzetén kialakított börtönre, mivel az Amerikai Egyesült Államokban ilyen hajókat használtak katonai börtönként.

## Vitorlázat

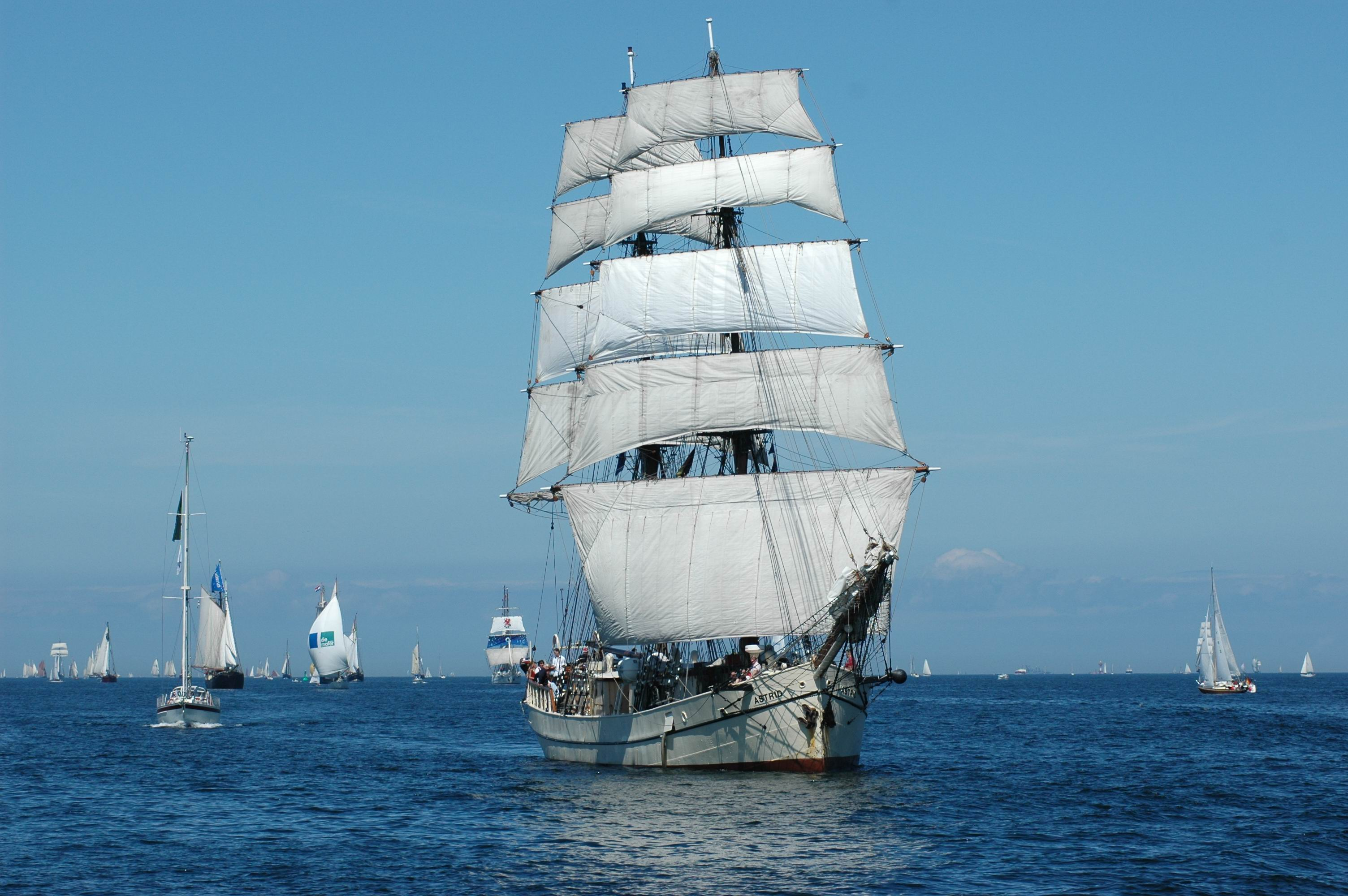
Az Astrid brigg teljes vitorlázattal

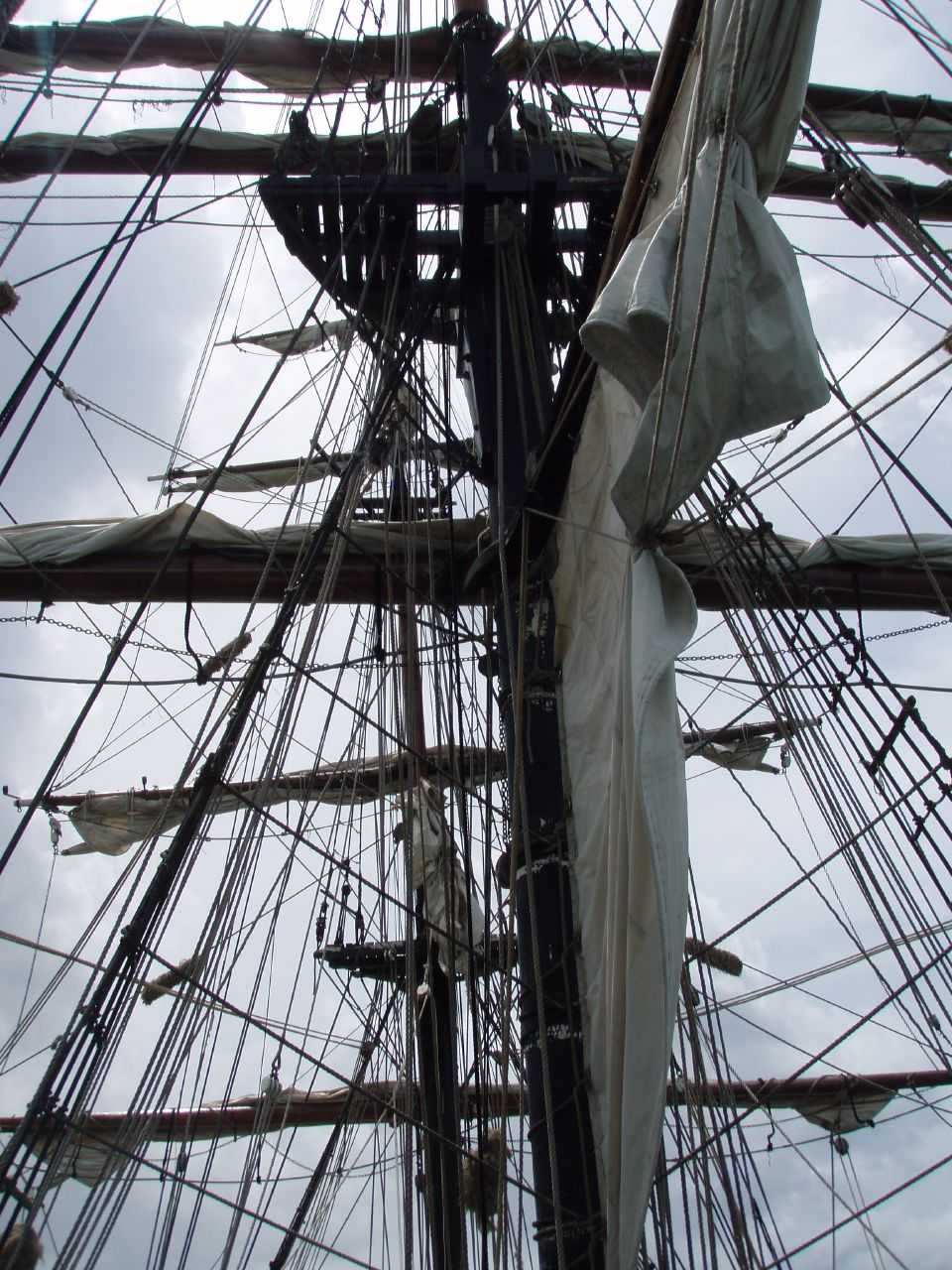
Az "Unicorn" brigg kötélzetének részlete

A teljes vitorlázattal szerelt brigg kétárbócos, keresztrudas vitorlázattal rendelkezett. A hajó főárbóca a második volt, amelyre a könnyebb manőverezhetőség kedvéért a négyszögletes fővitorlák mellett kisebb, háromszögletű elővitorlákat, valamint négyszögletű farvitorlát húztak fel.
A brigg előárbóca általában kisebb, mint a főárbóc és mind a kettőt bonyolult kötélzettel lehetett kezelni (ezért is használták előszeretettel a briggeket iskolahajónak).

## Hajótest
A brigg hajókat általában nagyobbnak építették, mint a szkúnereket, méreteik megközelítették a "rendes", háromárbócos hajókat. A hajótest hossza általában 25-50 méter, vízkiszorítása 200-500 tonna.
A hajótestet általában fából építették, bár az utolsó brigek közül egyeseket acélvázzal és acélborítással építették, mint pl. a Bob Allen brigget). A fenyőből készült briggeket általában húszéves élettartamra tervezték, bár előfordult, hogy ennél jóval tovább használhatók maradtak.

## A brigg kifejlesztése

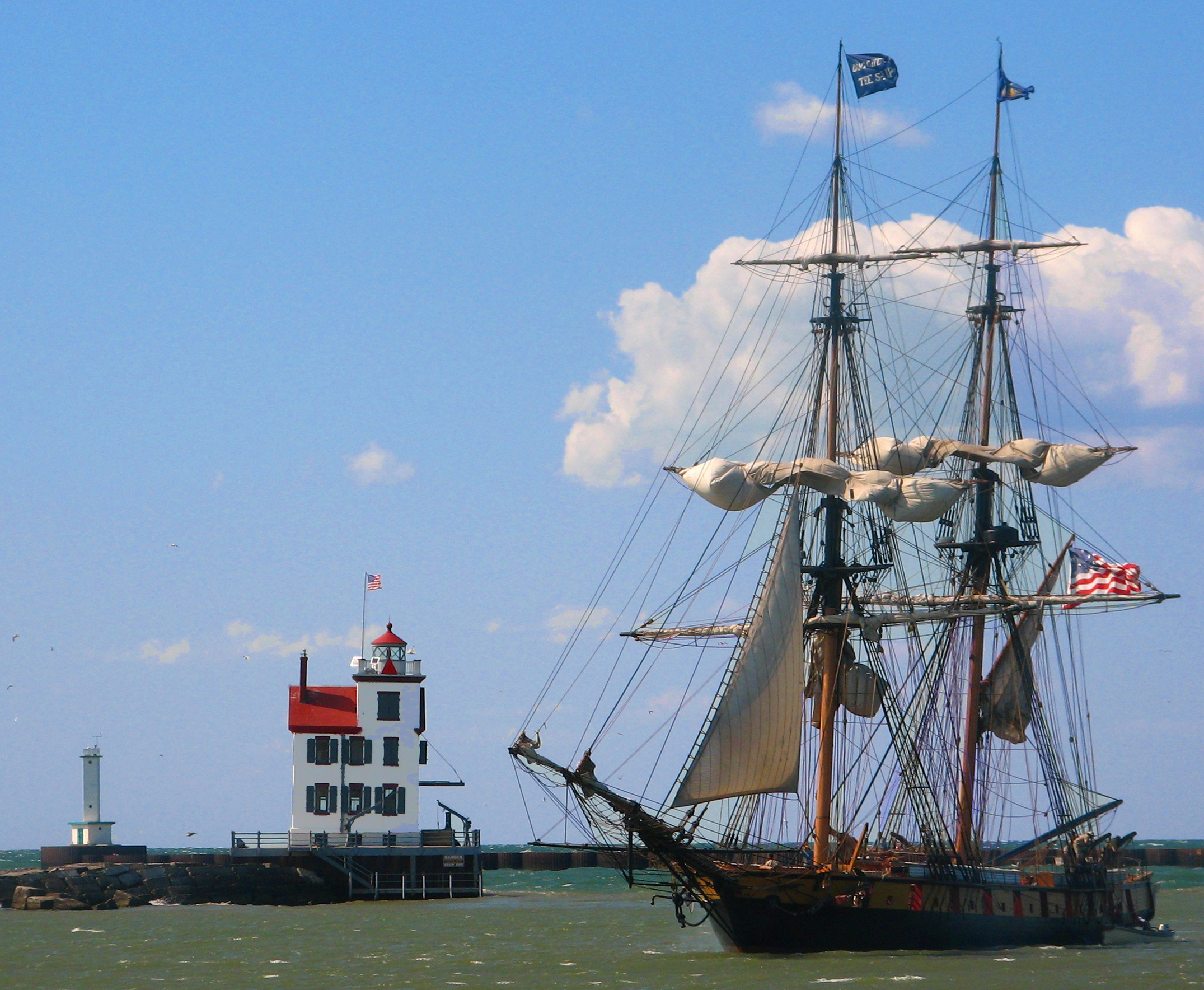
Az egyik leghiresebb amerikai brigg, az "USS Niagara" Ohio állam partjainál

Amint arra a "brigg" szó is utal, a briggeket egy korábbi hajótípusból, a "brigantine"-ből fejlesztették ki. A brigantine is kétárbócos hajó, amelynek azonban csak a főárbóca keresztrudas. A briggeknél mind a két árbócon keresztrudak vannak, ezáltal az egyes vitorlák mérete csökkent - vagyis kevesebb ember is elég volt a vitorlák kezelésére, viszont megnőtt a teljes vitorlafelület. Ez a kialakítás annyira népszerű lett, hogy a brigg önálló hajótípussá vált, illetve ez a vitorlakialakítás is megkapta a brigg nevet. A 17. században a brit haditengerészet úgy határozta meg a brigget, mint olyan hajó, amely két keresztrudas árbóccal van felszerelve.

## Használata
A briggeket elsősorban kis, könnyen manőverezhető hadihajónak használták, leggyakrabban 10 - 18 ágyúval szerelték fel ezeket. Sebességük, manőverezhetőségük miatt igen népszerűek voltak a kalózok körében is (bár az amerikai és a karibi tengereken ritkán használták). Bár az első briggeket a 16. században építették, fénykorukat a 18. században élték, amikor számos jelentős tengeri csatában vettek részt. Ezen felül a 18. századra a brigg volt a leggyakrabban használt kereskedelmi hajótipus, elsősorban azért, mert aránylag gyors, könnyen manőverezhető volt.
A vitorlázatuk kialakítása miatt a briggeknek nehézségeik voltak ellenszélben, amikor a hosszanti elrendezésű vitorlázattal felszerelt hajók könnyedén tudtak haladni. Ennek ellenére tapasztalt kapitány vezetésével a brigg szinte bármilyen széljárás esetén jól manőverezhetők maradtak, állítólag "szinte helyben" meg lehetett velük fordulni.
A 18. század után azonban egyre kevesebb brigget építettek, mivel méretéhez képest aránylag nagy személyzetre volt szükség a vitorlák kezeléséhez. A kereskedelmi hajózásban egyre inkább felváltották a gaffos vitorlával szerelt szkúnerek, amelyekre kevesebb személyzet kellett, illetve egyre inkább a gőzhajók, amelyek nem függtek a széljárástól.
A Telos nevű hajó, amelyet az egyesült államokbeli Bangor-ban bocsátottak vízre 1883-ban, volt az utolsó brigg, amely az amerikai kereskedelmi flottában hajózott. Ez a hajó a karib-tengeri Aves Island közelében szenvedett hajótörést 1900-ban.

## Fordítás
- Ez a szócikk részben vagy egészben  a   Brig című angol Wikipédia-szócikk fordításán alapul.  Az eredeti cikk szerkesztőit annak laptörténete sorolja fel. Ez a jelzés csupán a megfogalmazás eredetét és a szerzői jogokat jelzi, nem szolgál a cikkben szereplő információk forrásmegjelöléseként.

## Külső hivatkozások
- "Sailing Ship Rigs" Klasszikus vitorlás hajók - a Maritime Museum of the Atlantic kiadványa, a különféle vitorlázatok összehasonlítása (angolul)
- A Niagara brigg hajómúzeum Archiválva 2017. augusztus 10-i dátummal a Wayback Machine-ben
- The American Sail Training Association Archiválva 2019. április 28-i dátummal a Wayback Machine-ben - amerikai önkéntes vitorlásegyesület
- Maritime Heritage Network, hajózástörténeti linkek gyűjteménye